# Bernardo José Piñango
José Bernardo Piñango (ur. 9 lutego 1960 w Caracas) – były wenezuelski bokser kategorii koguciej. W 1980 roku na letnich igrzyskach olimpijskich w Moskwie zdobył srebrny medal.

## Kariera zawodowa
W 1981 roku rozpoczął karierę zawodową. 4 czerwca 1986 roku został mistrzem świata federacji WBA. Jego przeciwnikiem był Gaby Canizales. Tytuł stracił 29 marca 1987 na rzecz Farida Benredjeba. Ostatnią walkę stoczył 7 kwietnia 1990 roku w Las Vegas. Jego bilans to 32 walki z których wygrał 23 w tym 15 przez KO 5 przegrał i 3 zremisował.